# The Untamed
The Untamed (en chino, 陈情令; pinyin, Chén Qíng Lìng) es una serie de televisión china emitida por Tencent Video en 2019. Se trata de la adaptación de la novela Mo Dao Zu Shi escrita por la autora Mo Xiang Tong Xiu. Sin embargo y, a diferencia de la historia original, la relación romántica entre ambos protagonistas fue dejada a entrever debido a la censura y restricción de China contra el contenido LGBT presente en los medios audiovisuales. Pese a ello, y a que debido a su enfoque se aleja de las convenciones habituales mostradas en las series de temática BL, la popularidad internacional alcanzada debido a su difusión en otras plataformas de streaming como Netflix o YouTube ha sido notable.

## Argumento

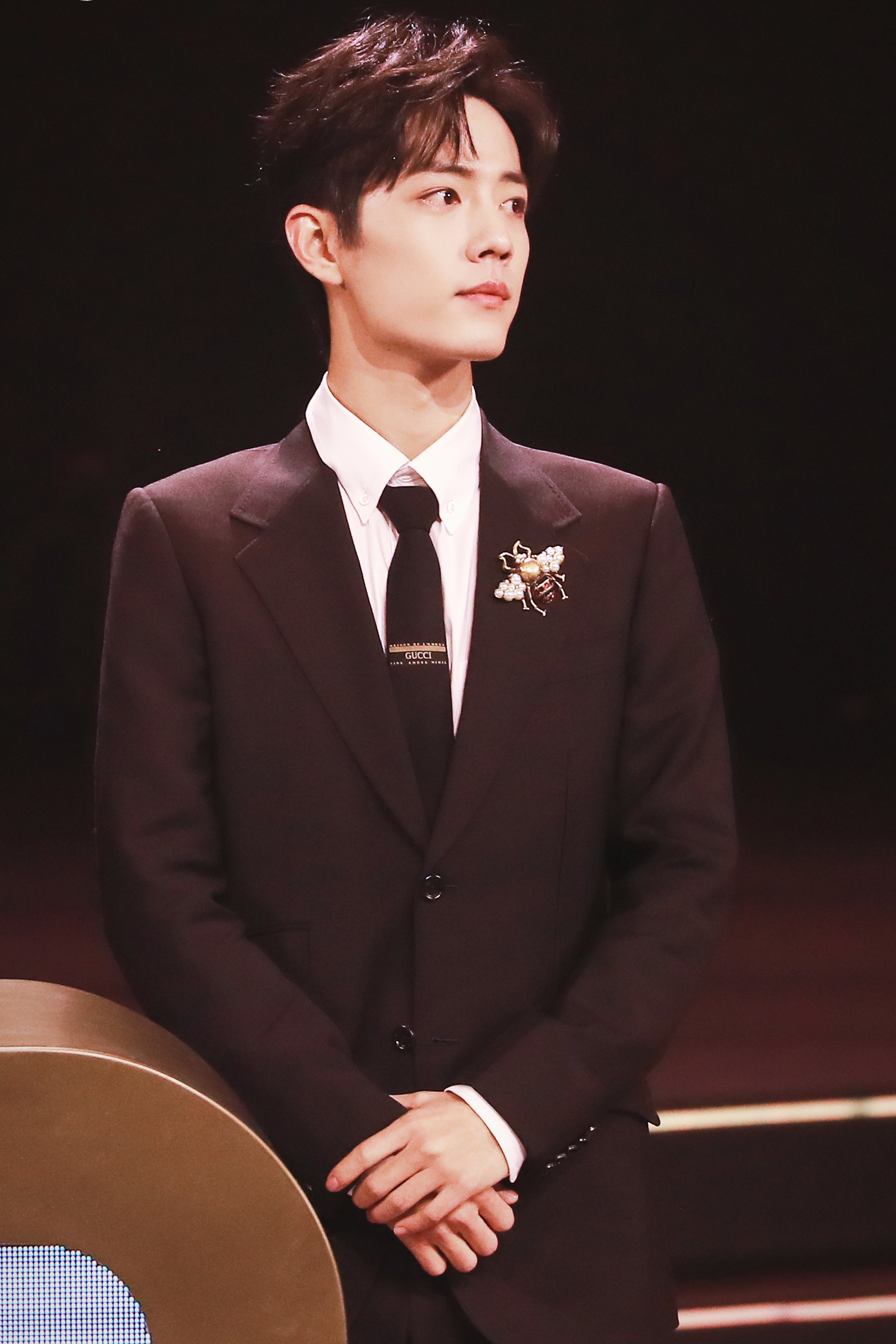
El actor Xiao Zhan

Dieciséis años atrás el mundo del cultivo está gobernado por la poderosa secta Wen, que domina a las sectas más pequeñas de Lan, Jiang, Nie y Jin. El alegre, travieso y despreocupado Wei Wuxian, hijo adoptivo del clan Jiang, se convierte rápidamente en amigo del justo y obstinado Lan Wangji durante un seminario educativo que se celebra todos los años en el complejo del clan Lan. Las cosas se complican cuando, durante sus aventuras, la pareja descubre que el líder de la secta Wen es la mente maestra del mal detrás de una serie de complots que causarían estragos en las tierras.

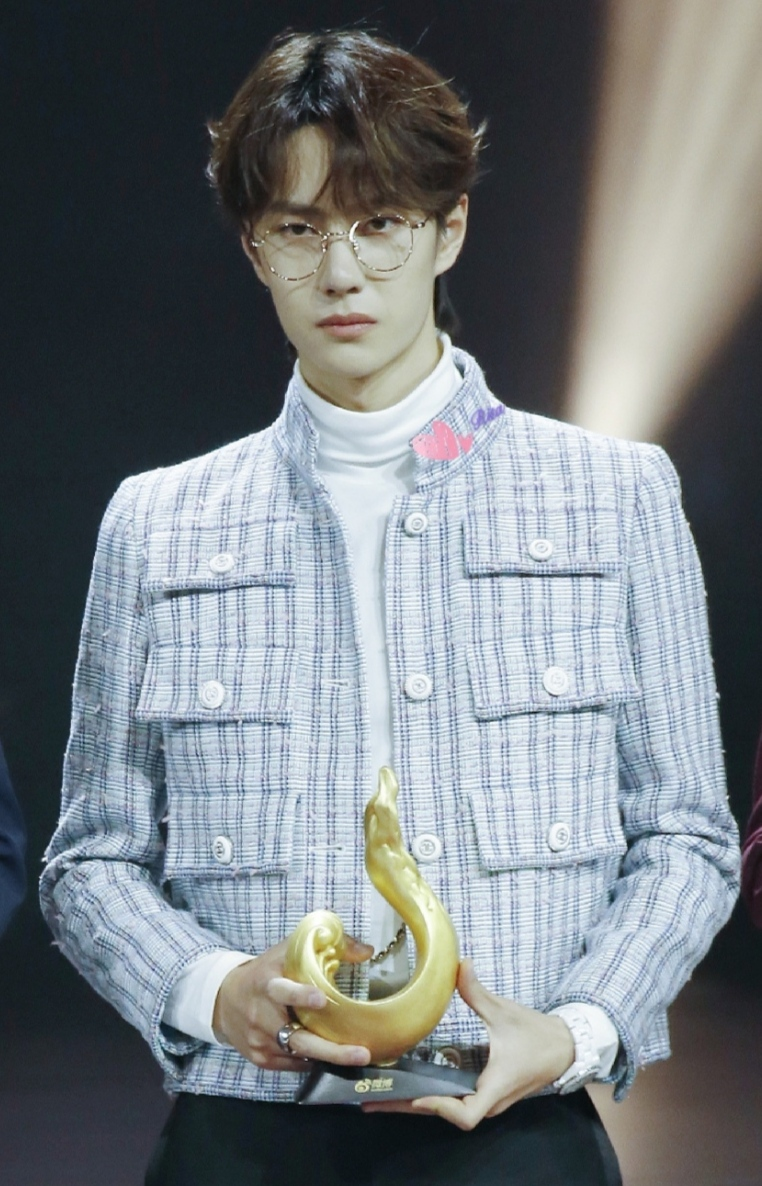
El actor Wang Yibo

En el presente Wei Wuxian es vilipendiado universalmente al ser acusado de practicar las artes oscuras. A pesar de haberse dado por muerto durante más de 13 años, se le presenta como un monstruo sanguinario y su nombre se utiliza para asustar a los niños. Mo Xuanyu, el sobrino maltratado del jefe del clan Mo y el único cultivador en su clan mundano, usa un ritual oscuro para convocar el espíritu de Wei Wuxian en su propio cuerpo y atarlo con una maldición que lo obliga a vengarse por el castigando a sus enemigos. Mientras Wei Wuxian lucha por descubrir qué ha sucedido en el mundo desde su muerte y completa su misión impuesta por la maldición pero termina encontrándose con Lan Wangji. Ambos trabajan juntos para resolver una serie de misterios de asesinatos y, finalmente, encuentran y derrotan al verdadero culpable.

## Reparto

### Principal
| Actor/Actriz                   | Personaje           | Introducción |
| ------------------------------ | ------------------- | --- |
| Xiao Zhan Su Ya-xin (joven)    | Wei Wuxian (魏无羡) | Nombre de nacimiento: Wei Ying (魏婴) También conocido como el "patriarca Yiling" (夷陵 老祖), es un discípulo de la secta Jiang que luego elige seguir el cultivo demoníaco después de perder su núcleo de oro. Maneja la espada Suibian (随便) y la flauta Chenqing (陈 情) y es conocido por su habilidad para inventar nuevas técnicas e invenciones espirituales, como el Sello del tigre de Estigio ( 阴 虎符) Es amable, optimista, travieso y leal, y se preocupa profundamente por sus amigos y familiares. Él y Lan Wangji se consideran almas gemelas. |
| Xiao Zhan Su Ya-xin (joven)    | Mo Xuanyu (莫玄羽)  | Hijo ilegítimo de Jin Guangshan y ex discípulo de la secta Jin. Sacrificó su cuerpo a Wei Wuxian a través de un ritual para cumplir sus planes de venganza, alimentando la trama. |
| Wang Yibo Chen Jun-kai (joven) | Lan Wangji (蓝忘机) | Nombre de nacimiento: Lan Zhan (chino: 蓝湛). También conocido como Hanguang-jun (含光), o Señor de la luz rodante, él es el segundo joven maestro de la secta Lan y uno de los Dos Jades de Lan. Él empuña la espada Bichen (避 the) y el guqin Wangji (忘机). Es frío, estricto, distante y difícil de entender, pero tiene buen corazón y sentido de la justicia. Está enamorado de Wei Wuxian, a quien considera su alma gemela. |

### Secundarios

#### Secta Gusu Lan
| Actor/Actriz                        | Personaje           | Introducción |
| ----------------------------------- | ------------------- | --- |
| Liu Hai-kuan Shen Yifeng (joven)    | Lan Xichen (蓝曦臣) | Nombre de nacimiento: Lan Huan (蓝涣). También conocido como "Zewu-Jun" (泽 芜 君), o señor de la crujiente excesiva, él es el líder y el primer joven maestro de la secta Lan, y uno de los Dos Jades de Lan. Es conocido como uno de los Tres Zun junto a sus hermanos jurados Jin Guangyao y Nie Mingjue. Maneja la espada Shuoyue (朔月) y la flauta Liebing (裂冰). A diferencia de su hermano menor, es una persona amable y segura.                   |
| Huang Zi-teng                       | Lan Qiren (蓝启仁)  | El respetado anciano de la secta de Lan. El tío de Lan Xichen y Lan Wangji. Un profesor extremadamente estricto que no se lleva bien con Wei Wuxian. |
| Zheng Fan-xing Jiang Yiting (joven) | Lan Sizhui (蓝思追) | Nombre de nacimiento: Anteriormente Wen Yuan (苑), ahora Lan Yuan (蓝愿). Discípulo de la secta Lan. Fue encontrado por Wei Wuxian entre los restos de la secta Wen y fue criado por él, y luego llevado de regreso a la secta Lan por Lan Wangji. Es un individuo tranquilo y elegante, que se comporta de manera inteligente y sensible, y es muy maduro para su edad. Cuando era niño, era más un alborotador. Es amigo cercano de Lan Jingyi y Jin Ling. |
| Guo Cheng                           | Lan Jingyi (蓝景仪) | Un discípulo de la secta Lan. Comparado con las personalidades despreocupadas de la mayoría de sus compañeros miembros de la secta Lan, es brusco e impaciente pero de buen corazón, y conocido en la base de fans como el "Lan menos Lan en la historia de la secta Lan". Es amigo cercano de Lan Sizhui y Jin Ling. |
| Carman Lee                          | Lan Yi (蓝翼)       | La única líder femenina en la historia de la secta Lan. Ella inventó la infame técnica de matar acordes y fue responsable de quedarse con una pieza del "Hierro Yin" (铁). |

#### Secta Lanling Jin
| Actor/Actriz  | Personaje              | Introducción |
| ------------- | ---------------------- | --- |
| Shen Xiao-hai | Jin Guangshan (金光善) | El líder de la secta Jin. El padre de Jin Guangyao, Jin Zixuan y Mo Xuanyu. Se le conoce como mujeriego y tiene muchos hijos ilegítimos. |
| Hu Xiao-ting  | Madame Jin (金夫人)    | Esposa de Jin Guangshan y madre de Jin Zixuan. |
| Zhu Zan-jin   | Jin Guangyao (金光瑶)  | Nombre de nacimiento: Meng Yao (孟瑶). También conocido como Lianfang-zun (敛芳尊), o maestro de fragancias ocultas, es el hijo ilegítimo de Jin Guangshan y se convirtió en el líder de la secta Jin después de la muerte de este último. Es conocido como uno de los tres zun junto a sus hermanos jurados Lan Xichen y Nie Mingjue. Maneja la espada Hensheng (恨生). Trabajó como sirviente de la secta Nie y como espía en la secta Wen antes de obtener la aprobación de su padre para unirse a la secta Jin después de la Campaña al Sol. Debido a su identidad como hijo de una prostituta, se siente inferior y está decidido a demostrar su valía. Es conocido por llevar una máscara de placer y su comportamiento amable. Admira mucho a Lan Xichen, quien fue la única persona que le mostró bondad durante sus días como sirviente. |
| Cao Yu-chen   | Jin Zixuan (金子轩)    | Hijo de Jin Guangshan, padre de Jin Ling y esposo de Jiang Yanli. Es orgulloso y engreído, pero también honesto y justo. Desprecia a Jiang Yanli al principio, pero crece para cuidarla y finalmente se enamora de ella. |
| Yao Shu-hao   | Jin Zixun (金子勋)     | Primo de Jin Zixuan. Es arrogante, vanidoso y siente un inmenso disgusto por Wei Wuxian. |
| Jin Lu-ying   | Qin Su (秦愫)          | La esposa de Jin Guangyao, con quien tiene relaciones; la hija de Qin Cangye, líder de la secta Laoling Qin, una subsidiaria de la secta Jin. |
| Qi Pei-xin    | Jin Ling (金凌)        | Nombre de cortesía: Jin Rulan (如兰). El único heredero de la secta Jin, el sobrino de Wei Wuxian y Jiang Cheng, hijo huérfano de Jin Zixuan y Jiang Yanli. Maneja la espada Suihua (岁华尊) y también es un excelente arquero. Tiene un perro llamado Hada, que a menudo atormenta a Wei Wuxian para obtener alivio cómico. Es orgulloso, algo inmaduro y de mal humor, pero también puede ser amable y leal si es necesario. Es un amigo cercano de Lan Sizhui y Lan Jingyi. |
| Wang Yi-fei   | Luo Qing-yang (罗青羊) | También conocida como Mian Mian (绵绵). Es un discípulo de la secta Jin. Ella no tiene miedo de defender lo que es correcto, por lo que abandonó la secta Jin debido a diferentes creencias respecto a Wei Wuxian, siendo uno de los únicos personajes además de Lan Wangji que está dispuesto a hablar por él. |

#### Secta Qinghe Nie
| Actor/Actriz | Personaje             | Introducción |
| ------------ | --------------------- | --- |
| Wang Yi-zhou | Nie Mingjue (聂明玦)  | También conocido como "Lord Chifeng" (赤锋尊), o el Maestro de los Picos Escarlata, es el líder de la secta Nie. Es conocido como uno de los Tres Zun junto a sus hermanos jurados Lan Xichen y Jin Guangyao. Maneja el sable Baxia (霸下). Es estricto, justo y conocido por su intolerancia al mal. Sin embargo, tiene un temperamento terrible y le guarda un gran rencor a Jin Guangyao. |
| Ji Li        | Nie Huaisang (聂怀桑) | El líder de la secta Nie después de la muerte de Nie Mingjue y el medio hermano menor de Nie Mingjue. Es bien conocido por su incompetencia y es apodado Head-Shaker. A menudo se le ve llevando un abanico. Sin embargo, hay más en él de los que muchos piensan. |

#### Secta Qishan Wen
| Actor/Actriz            | Personaje              | Introducción |
| ----------------------- | ---------------------- | --- |
| Xiu Qing                | Wen Ruohan (温若寒)    | El líder de la secta Wen, cultivador principal y padre de Wen Chao y Wen Xu. Es un hombre ambicioso que quiere gobernar las cinco sectas restaurando el "Hierro Yin" ( 铁). |
| Wang Rong               | Wen Xu (温旭)          | El hijo mayor de Wen Ruohan, un hombre cruel y violento. |
| He Peng                 | Wen Chao (温晁)        | Segundo hijo de Wen Ruohan. Es uno de los principales antagonistas de la primera mitad del programa. Es cruel, arrogante y grosero. Sin embargo, ante el peligro, inmediatamente adopta un carácter patético y cobarde debido a su miedo. Le gusta castigar y herir a los demás promoviendo su naturaleza sádica. |
| Meng Ziyi               | Wen Qing (温情)        | Una médico de renombre de la secta Wen y hermana mayor de Wen Ning. Ella es distante, fría y extremadamente inteligente. Ella es protectora con su hermano. Inicialmente no le gusta Wei Wuxian, pero termina calentándose cuando él se convierte en una de las únicas personas que la tratan con amabilidad después de que la secta Wen es derrocada.                                                                                       |
| Yu Bin Su Qiuyi (jovem) | Wen Ning (温宁)        | Nombre de cortesía: Qionglin (琼林). También conocido como "El General Fantasma" (鬼将军), es la mano derecha de Wei Wuxian durante su tiempo como Patriarca Yiling. Era una persona tímida y tartamudo cuando estaba vivo debido a su extraña enfermedad. Comenzó a confiar en Wei Wuxian después de ser bañado con amabilidad por él. Como un cadáver feroz, es propenso a estallidos de ira, pero sigue siendo inocente, amable y tímido. |
| Feng Ming-jing          | Wen Zhuliu (温逐流)    | También conocida como Mano que derrite el núcleo (化 丹 手) debido a su capacidad para derretir un núcleo dorado y es el protector de Wen Chao. Es extremadamente monótono y no parece tener muchos pensamientos. |
| Lu En-jie               | Wang Lingjiao (王灵娇) | Ex-empleado de la esposa de Wen Chao y amante de Wen Chao. Es una mujer arrogante y pomposa; sin embargo, cuando se enfrenta a una amenaza real, inmediatamente se esconde en una naturaleza similar a la de Wen Chao. |
| Zhang Bin               | Wen Mao (温卯)         | Un antepasado de la secta Wen. |

#### Secta Yunmeng Jiang
| Actor/Actriz                           | Personaje               | Introducción |
| -------------------------------------- | ----------------------- | --- |
| Lu Jia-nmin                            | Jiang Fengmian (江枫眠) | El líder de la secta Jiang, padre de Jiang Yanli y Jiang Cheng. Es un hombre amable y amable, pero tiene favoritismo hacia Wei Wuxian. |
| Zhang Jing-tong                        | Yu Ziyuan (虞紫鸢)      | También conocida como Madame Yu o San Niang. Esposa de Jiang Fengmian, madre de Jiang Yanli y Jiang Cheng, y propietaria original del anillo Zidian (紫电). Se ve dura y estricta, pero se preocupa por sus hijos y su esposo en el fondo, a pesar de que no le gusta Wei Wuxian. |
| Wang Zhuo-cheng Huang Zhenchen (joven) | Jiang Cheng (江澄)      | Nombre de cortesía: Wanyin (晚吟). También conocido como Sandu Shengshou 三毒圣手), o "Tres venenos sabios", es el líder de la secta Jiang después de la muerte de Jiang Fengmian. Él empuña la espada Sandu (三毒) y el anillo Zidian (紫电). Es un hombre honesto y estricto, que sigue las reglas. Está siempre de mal humor, pero se preocupa profundamente por sus seres queridos, especialmente por su hermana. Tenía una gran relación con Wei Wuxian, pero su relación se deterioró debido a diferentes creencias; sin embargo, se recuperaron al final de la serie. Durante un tiempo, estuvo enamorado de Wen Qing, hasta que Wen Chao ordenó la muerte de sus padres, lo que le hizo sentir odio por la secta Wen; sin embargo, no podía odiarla por completo. Adora a su sobrino Jin Ling, aunque también es rígido y mordaz con él. |
| Xuan Lu Ye Xuantong (joven)            | Jiang Yanli (江厌离)    | La hermana mayor de Jiang Cheng y Wei Wuxian, la esposa de Jin Zixuan y la madre de Jin Ling. Es una persona amable, comprensiva y afectuosa que protege a sus hermanos y les brinda apoyo emocional. También parece ser una muy buena cocinera, su mejor plato es una sopa de raíz de loto y costilla de cerdo que suele preparar para sus hermanos. Aunque es muy amable, parece tener sentimientos algo delicados, como se muestra cuando Jin Zixuan la desprecia varias veces. |

#### Arco de la ciudad de Yi
| Actor/Actriz   | Personaje              | Introducción |
| -------------- | ---------------------- | --- |
| Song Ji-yang   | Xiao Xingchen (晓星尘) | Llamado "Daozhang" (道长) por Ah Qing. Fue uno de los estudiantes de Baoshan Sanren que abandonó la montaña por el mundo mortal. Maneja la espada Shuanghua (霜华) y es el mejor amigo de Song Lan. Es amable por fuera, pero decidido por dentro y tiene un espíritu noble. |
| Li Bo-wen      | Song Lan (宋岚)        | Nombre de cortesía: Song Zichen (宋子琛). Cultivador del templo de Baixue y el mejor amigo de Xiao Xingchen. Maneja la espada Fuxue (拂雪). |
| Wang Hao-xuan  | Xue Yang (薛洋)        | Nombre de cortesía: Chengmei (成美). Un discípulo invitado de la secta Jin que buscaba el Hierro Yin (铁铁). Maneja la espada Jiangzai (降灾). Es conocido por su comportamiento malvado, sádico y retorcido.                                                                |
| Chen Zhuo-xuan | Ah Qing (阿箐)         | Una joven doncella que vivía en la calle y solía fingir ser ciega. Ella siguió a Xiao Xingchen después de conocerlo. |

#### Otros
| Actor/Actriz | Personaje                 | Introducción |
| ------------ | ------------------------- | --- |
| Feng Cong    | Su She (苏涉)             | Nombre de cortesía: Minshan (悯 善). El líder cobarde de la secta Su de Moling. Un ex discípulo externo de la Secta Lan, a quien traicionó y dejó para establecer la suya propia con el apoyo de Jin Guangyao, a quien tiene un gran respeto. Está celoso del talento de Lan Wangji y siempre ha imitado sus acciones. |
| Liu Ting-yu  | Baoshan Sanren (抱山散人) | La maestra de Xiao Xingchen y Cangse Sanren, madre de Wei Wuxian. |
| Cao Junxiang | Ouyang Zizhen (欧阳子真)  | El único hijo del líder de la secta Baling Ouyang. Es amigo de Jin Ling, Lan Sizhui y Lan Jingyi. |
| Yu Zi-kuang  | Xue Chonghai (薛重亥)     | Antiguo propietario de Hierro Yin (阴铁). |

### Extendido
| Actor/Actriz    | Personaje                                 | Introducción                                                                                     |
| --------------- | ----------------------------------------- | ------------------------------------------------------------------------------------------------ |
| Liu Yin-jun     | Jin Chan (金阐)                           | Un discípulo de la secta Jin. Él intimidó a Jin Ling, pero Wei Wuxian lo detuvo.                 |
| Lin Chen-yue    | Sexto discípulo (六师弟)                  | Discípulo de la secta Jiang.                                                                     |
| Jiang Wei-jia   | Jefe de Nie (聂氏总领)                    | Siempre intimida a Jin Guangyao y luego es asesinado por él.                                     |
| Niu Zhi-qiang   | Jefe Yao (姚宗主)                         | Uno de los ancianos chismosos que no le gusta Wei Wuxian y difundió rumores infundados sobre él. |
| Pu Chang-cheng  | Jefe Ouyang (欧阳宗主)                    | líder de una de las sectas menores, Ouyang Bailing, padre de Ouyang Zizhen.                      |
| Zhang Ye        | Yi Wei-chun (易为春)                      |                                                                                                  |
| Xu Xiao-wen     | Fang Meng-chen (方梦臣)                   |                                                                                                  |
| Cai Yingchun    | Abuela Wen (温婆婆)                       | abuela de Wen Qing, Wen Ning y pariente de Wen Yuan.                                             |
| Yi Jianxiang    | Tío Cuarto (温四叔)                       | Wen Qing, Wen Ning y pariente de Wen Yuan.                                                       |
| Sun Sheng-xuan  | Mo Zi-yuan (莫重亥)                       | El primo de Mo Xuanyu que abusó de él.                                                           |
| Jia Shu-yi      | Madame Mo (莫夫人)                        | La tía de Mo Xuanyu que abusó de él.                                                             |
| Liu Da-min      | Lord Mo (莫老爷)                          | Tío de Mo Xuanyu.                                                                                |
| Feng Qi-ruo     | Ah Ding (阿丁)                            | Un sirviente de Mo.                                                                              |
| Feng Qi-ruo     | Ah Tong (阿童)                            | Un sirviente de Mo.                                                                              |
| Zhang Lin-ran   | Ah Yan (阿胭)                             | Una niña maldita por la estatua de la Dama Celestial.                                            |
| Li Lu-jin       | Madre de Ah Yan (阿胭娘)                  |                                                                                                  |
| Fan Hua-wei     | Bi Cao (碧草)                             | Un sirviente de Qin Su.                                                                          |
| Su Yue          | Si Si (思思)                              | Una prostituta que tiene que servir a Jin Guangshan.                                             |
| Zhang Jing      | Jin Zhu (金姝)                            | Un sirviente de la secta Jiang.                                                                  |
| Liu Xiao-bin    | Yin Zhu (银姝)                            | Un sirviente de la secta Jiang.                                                                  |
| Jiao Chang-shun | Profesor de Song Lan (宋岚师傅)           |                                                                                                  |
| Shen Xin        | Tendero funerario (丧葬老太)              |                                                                                                  |
| Huang Ying      | Abuela Liu (刘婆婆)                       |                                                                                                  |
| Liu Feng-min    | Lao Zhang (Wen Chao) (老丈（温晁）)       |                                                                                                  |
| Sun Liang       | Lao Zhang (Nie Huaisang) (老丈（聂怀桑）) |                                                                                                  |

## Banda sonora
| N.º | Título                                                                                        | Singers                                       | Duración |  |
| 1.  | «Unrestrained (无羁)» (Canción temática - versión dueto)                                      | Xiao Zhan & Wang Yibo                         | 04:13    |  |
| 2.  | «Unrestrained (无羁)» (Canción temática - versión especial)                                   | Bibi Zhou                                     | 04:14    |  |
| 3.  | «Unrestrained (无羁)» (Canción temática - versión en solitario)                               | Xiao Zhan                                     | 04:13    |  |
| 4.  | «Unrestrained (无羁)» (Canción temática - versión en solitario)                               | Wang Yibo                                     | 04:13    |  |
| 5.  | «Song Ends with Chen Qing (曲尽陈情)» (El tema musical de Wei Wuxian)                         | Xiao Zhan                                     | 03:53    |  |
| 6.  | «Won't Forget (不忘)» (El tema principal de Lan Wangji)                                       | Wang Yibo                                     | 05:16    |  |
| 7.  | «Newborn (赤子)» (El tema musical de Wen Ning)                                                | Yu Bin                                        | 04:18    |  |
| 8.  | «Goodbye Filled With Hatred (恨别)» (La canción principal de Jiang Cheng)                     | Wang Zhuocheng                                | 03:43    |  |
| 9.  | «Involuntary (不由)» (El tema musical de Lan Xichen)                                          | Liu Haikuan                                   | 04:44    |  |
| 10. | «Separation at Qing He (清河诀)» (El tema principal de Nie Mingjue y Nie Huaisang)            | Ayanga                                        | 03:44    |  |
| 11. | «If The Woodlands Has Something To Say (疏林如有诉)» (El tema principal de Wen Qing)          | Gao Qiuzi                                     | 03:53    |  |
| 12. | «Passing by the Deserted City (荒城渡)» (El tema principal de Xue Yang)                       | Charlie Zhou                                  | 04:19    |  |
| 13. | «Lone City (孤城)» (El tema principal del grupo Yi City)                                      | Sun Bolun & Chen Zhuoxuan                     | 03:52    |  |
| 14. | «Youth Especially Cannot Be Bullied (最是少年不可欺)» (Canción del tema del grupo de jóvenes) | Zui Xue, Zheng Fanxing, Qi Peixin & Guo Cheng | 03:59    |  |
| 15. | «Inappeasable (意难平)» (El tema principal de Jiang Yanli)                                    | Yin Lin                                       | 04:14    |  |
| 16. | «Not In Vain (不枉)» (Canción grupal)                                                         | Naomi Wang                                    | 03:55    |  |
| 17. | «Eternal Separation (永隔)» (El tema musical de Jiang Yanli y Jin Zixuan)                     | Lara Veronin & Fabien Yang                    | 03:37    |  |
| 18. | «Hatred in Life (多恨生)» (El tema principal de Jin Guangyao)                                 | Zhu Xingjie                                   | 04:25    |  |

| N.º | Título                                                     | Duración |  |
| 1.  | «The Untamed (陈情令)»                                     | 02:01    |  |
| 2.  | «Unrestrained (无羁)» (Versión instrumental)               | 02:33    |  |
| 3.  | «Wang Ji (忘机)»                                           | 01:01    |  |
| 4.  | «Love Entanglement (情牵)»                                 | 01:59    |  |
| 5.  | «Lotus Pier (莲花坞)»                                      | 02:08    |  |
| 6.  | «Maneuvering Dizi (御笛)»                                  | 02:15    |  |
| 7.  | «Glacier (裂冰)»                                           | 03:26    |  |
| 8.  | «Drunken Dream (醉梦)»                                     | 03:27    |  |
| 9.  | «Burial Mound (乱葬岗)»                                    | 02:24    |  |
| 10. | «Sadness (伤情)»                                           | 03:01    |  |
| 11. | «If Life Was Just Like When We First Met (人生若只如初见)» | 02:36    |  |
| 12. | «Won't Regret (不悔)»                                      | 02:47    |  |
| 13. | «Night Scamper (夜奔)»                                     | 03:51    |  |
| 14. | «Day and Night (寤寐)»                                     | 01:26    |  |
| 15. | «Song of Lucidity (清心音·乱魄抄)»                         | 05:10    |  |
| 16. | «Rest (安息)»                                              | 02:32    |  |
| 17. | «Greenery (草木)»                                          | 02:33    |  |
| 18. | «Yi City (义城)»                                           | 01:03    |  |
| 19. | «Artful Child (狡童)»                                      | 01:44    |  |
| 20. | «Sunshot (射日)»                                           | 02:28    |  |
| 21. | «Unrestrained (无羁)» (Versión piano)                      | 01:23    |  |

## Emisión internacional
| País           | Cadena (as)      | Fecha de Emisión |
| -------------- | ---------------- | ---------------- |
| Tailandia      | WeTV             | 2019             |
| Vietnam        | WeTV             | 2019             |
| Filipinas      | WeTV             | 2019             |
| Indonesia      | WeTV             | 2019             |
| India          | WeTV             | 2019             |
| Corea del Sur  | Channel Asia UHD | 2019             |
| Estados Unidos | Netflix          | 2019             |